# 능인대학원대학교
능인대학원대학교(能仁大學院大學校, Nungin University)는 경기도 화성시에 있는 사립 대학원대학이다. 전문대학원 과정으로, 석사와 박사 과정을 운영 중에 있다.

## 연혁
- 2014년 1월 27일 : 능인불교대학원대학교 교육부 설립 인가
- 2014년 9월 1일 : 능인불교대학원대학교로 개교
- 2016년 9월 1일 : 능인대학원대학교로 교명 변경
- 2022년 11월 22일 : 전문대학원 박사과정 신설 교육부 승인

## 교육편제
다음은 2025년 기준 능인대학원대학교의 석사와 박사 과정 및 전공 안내이다.
- 불교학과

- 불교학 전공, 전법·불교의례 전공, 다국어교육 전공, 다문화불교학 전공, 실담학 전공, 불교문화학 전공
- 명상상담학과

- 명상상담 전공, 임상 및 상담심리 전공